# Mitropa Cup
Cet article concerne une compétition d'échecs. Pour la compétition de football, voir Coupe Mitropa. Pour la compétition automobile, voir Mitropa Rally Cup.
La Mitropa Cup est une compétition annuelle d'échecs par équipes nationales créée en 1976. Elle oppose suivant les années de six à dix équipes provenant de pays d'Europe centrale qui s'affrontent sur quatre échiquiers.

## Organisation
La Coupe Mitropa a été créée en 1976 à l'initiative de Gertrude Wagner, joueuse d'échecs autrichienne et arbitre internationale, de son époux Karl Wagner et du président de la fédération autrichienne d'échecs, Kurt Jungwirth.
La première édition de la coupe, organisée en 1976 à Innsbruck en Autriche, réunissait huit équipes masculines d'Allemagne de l'Ouest, d'Autriche, d'Italie, du Luxembourg, de Suisse et de Yougoslavie, l'Autriche et la Yougoslavie ayant chacune deux équipes. En 1977, La France remplaça la Yougoslavie dans la Coupe Mitropa.
Les équipes qui participent ou ont participé à la compétition depuis 1976 sont des équipes des pays d'Europe alpine ou centrale :
- Allemagne (depuis 1976) ;
- Autriche (depuis 1976, absente en 2006) ;
- Italie (depuis 1976, absente en 1986) ;
- Suisse (depuis 1976) ;
- France (depuis 1977, absente de 1990 à 1995 et en 2016) ;
- Luxembourg (de 1976 à 1990) ;
- Hongrie (depuis 1990, équipe entièrement féminine en 1998) ;
- Pays-Bas (en 1993 et 1995) ;
- Yougoslavie (de 1976 à 1991, absente en 1977) :
  - Slovénie (depuis 1993, absente en 2011 et 2014) ;
  - Croatie (depuis 1995, absente en 2011 et 2014) ;
- Tchécoslovaquie (en 1991 et 1993) :
  - République tchèque (depuis 1995) ;
  - Slovaquie (depuis 1995) ;
- Pologne (en 2014).

En 1998, la Hongrie fut représentée par une équipe entièrement féminine. La compétition masculine est annuelle depuis 2002 avec une interruption en 2020.
En 2002, une édition féminine se tient en Italie, mais pas au même endroit ni en même temps que l'édition masculine. Depuis la deuxième édition féminine, organisée en 2005, les compétitions masculine et féminines ont lieu en même temps.
Chaque équipe masculine (depuis 1976) est composée de quatre joueurs et d'un remplaçant. Jusqu'en 2016, les équipes féminines comprenaient deux joueuses et une remplaçante. Depuis 2017, les équipes féminines sont composées de quatre joueuses et d'une remplaçante.

## Palmarès

### Tournoi «open» (mixte)
| Année | Lieu                             | Équipes | Or                   | Argent               | Bronze               |
| ----- | -------------------------------- | ------- | -------------------- | -------------------- | -------------------- |
| 1976  | Innsbruck, Autriche              | 8       | Allemagne de l'Ouest | Suisse               | Yougoslavie 2        |
| 1977  | Bad Kohlgrub, RFA                | 6       | Autriche             | Suisse               | France               |
| 1978  | Il Ciocco (Berga), Italie        | 7       | Yougoslavie          | Italie               | Allemagne de l'Ouest |
| 1979  | Berne, Suisse                    | 7       | Yougoslavie          | Suisse               | Allemagne de l'Ouest |
| 1980  | Rovinj, Yougoslavie              | 7       | Allemagne de l'Ouest | Yougoslavie          | France               |
| 1981  | Luxembourg                       | 7       | Yougoslavie          | Italie               | Suisse               |
| 1982  | Bourgoin-Jallieu, France         | 7       | France               | Yougoslavie          | Autriche             |
| 1983  | Linz, Autriche                   | 7       | Yougoslavie          | Allemagne de l'Ouest | Suisse               |
| 1984  | Bad Lauterberg, RFA              | 7       | Allemagne de l'Ouest | Yougoslavie          | Autriche             |
| 1985  | Aranđelovac, Yougoslavie         | 7       | Yougoslavie          | Suisse               | Autriche             |
| 1987  | Mürren, Suisse                   | 6       | Allemagne de l'Ouest | France               | Yougoslavie          |
| 1988  | Aoste, Italie                    | 7       | Yougoslavie          | Allemagne de l'Ouest | Suisse               |
| 1990  | Leibnitz, Autriche               | 7       | Allemagne de l'Ouest | Hongrie              | Italie               |
| 1991  | Brno, Tchécoslovaquie            | 7       | Yougoslavie          | Tchécoslovaquie      | Allemagne            |
| 1993  | Bad Wörishofen, Allemagne        | 8       | Hongrie              | Allemagne            | Suisse               |
| 1995  | Bükfürdö, Hongrie                | 10      | Hongrie              | Pays-Bas             | Slovénie             |
| 1997  | Montecatini Terme, Italie        | 10      | Slovénie             | Croatie              | Hongrie              |
| 1998  | Portorož, Slovénie               | 10      | Croatie              | République tchèque   | Slovénie             |
| 1999  | Baden, Suisse                    | 10      | Hongrie              | Suisse               | Croatie              |
| 2000  | Charleville-Mézières, France     | 10      | France               | Hongrie              | Croatie              |
| 2002  | Leipzig, Allemagne               | 10      | Slovénie             | Allemagne            | Hongrie              |
| 2003  | Pula, Croatie                    | 10      | Allemagne            | République tchèque   | Slovénie             |
| 2004  | Zemplínska šírava, Slovaquie     | 10      | Croatie              | Slovaquie            | Slovénie             |
| 2005  | Steinbrunn, Autriche             | 10      | Slovénie             | Croatie              | Slovaquie            |
| 2006  | Brno, République tchèque         | 10      | Hongrie              | République tchèque   | Croatie              |
| 2007  | Szeged, Hongrie                  | 10      | France               | Italie               | Allemagne            |
| 2008  | Olbia, Italie                    | 10      | Croatie              | Hongrie              | République tchèque   |
| 2009  | Rogaška Slatina, Slovénie        | 10      | Croatie              | Italie               | Hongrie              |
| 2010  | Coire, Suisse                    | 10      | Italie               | Hongrie              | Suisse               |
| 2011  | Merlimont, France                | 10      | Allemagne            | Italie               | Autriche             |
| 2012  | Šibenik, Croatie                 | 10      | Hongrie              | Slovénie             | Croatie              |
| 2013  | Meissen, Allemagne               | 10      | Croatie              | Allemagne            | République tchèque   |
| 2014  | Ružomberok, Slovaquie            | 10      | Hongrie              | Allemagne            | Slovaquie            |
| 2015  | Mayrhofen, Autriche              | 10      | Autriche             | Slovaquie            | Allemagne            |
| 2016  | Prague, République tchèque       | 10      | République tchèque   | Allemagne            | Italie               |
| 2017  | Balatonszárszó, Hongrie          | 10      | Croatie              | République tchèque   | France               |
| 2018  | Isola di Capo Rizzuto, Itale     | 10      | Italie               | Hongrie              | Allemagne            |
| 2019  | Radenci, Slovénie                | 10      | Hongrie              | République tchèque   | Autriche             |
| 2021  | Tournoi « hybride » (à distance) | 10      | Italie               | Slovaquie            | République tchèque   |
| 2022  | Corte, France                    | 9       | France               | Slovaquie            | Hongrie              |
| 2023  | Mali Lošinj, Croatie             | 10      | France               | Italie               | Hongrie              |
| 2024  | Apolda, Allemagne                | 10      | Allemagne            | Suisse               | République tchèque   |

### Tournoi féminin (depuis 2002)
| Année | Lieu                             | Équipes | Or        | Argent             | Bronze    |
| ----- | -------------------------------- | ------- | --------- | ------------------ | --------- |
| 2002  | Saint-Vincent, Italie            | 9       | Slovénie  | France A           | Allemagne |
| 2005  | Steinbrunn, Autriche             | 10      | Slovénie  | République tchèque | Slovaquie |
| 2006  | Brno, République tchèque         | 10      | Slovénie  | Allemagne          | Croatie   |
| 2007  | Szeged, Hongrie                  | 10      | Hongrie   | Slovénie           | Slovaquie |
| 2008  | Olbia, Italie                    | 6       | Italie    | Allemagne          | Hongrie   |
| 2009  | Rogaška Slatina, Slovénie        | 8       | Slovénie  | Slovénie 2         | Italie    |
| 2010  | Coire, Suisse                    | 10      | Italie    | Slovénie           | Hongrie   |
| 2011  | Merlimont, France                | 6       | Italie    | Allemagne          | Hongrie   |
| 2012  | Šibenik, Croatie                 | 8       | Allemagne | Slovénie           | Italie    |
| 2013  | Meissen, Allemagne               | 10      | Slovaquie | Allemagne          | Italie    |
| 2014  | Ružomberok, Slovaquie            | 10      | Italie    | Allemagne          | Autriche  |
| 2015  | Mayrhofen, Autriche              | 10      | Hongrie   | Italie             | Slovaquie |
| 2016  | Prague, République tchèque       | 10      | Allemagne | Italie             | Hongrie   |
| 2017  | Balatonszárszó, Hongrie          | 10      | Hongrie   | France             | Croatie   |
| 2018  | Isola di Capo Rizzuto, Italie    | 8       | Allemagne | Autriche           | Italie    |
| 2019  | Radenci, Slovénie                | 9       | Croatie   | France             | Hongrie   |
| 2021  | Tournoi « hybride » (à distance) | 10      | Italie    | Hongrie            | Allemagne |
| 2022  | Corte, France                    | 10      | France    | Slovénie           | Hongrie   |
| 2023  | Mali Lošinj, Croatie             | 10      | France    | Croatie            | Slovénie  |
| 2024  | Apolda, Allemagne                | 10      | Allemagne | France             | Suisse    |
| 2025  | Trenčín, Slovaquie               | 10      | Suisse    | France             | Italie    |